# Ясногорка (Ростовская область)
Ясногорка — посёлок в Белокалитвинском районе Ростовской области. Входит в Синегорское сельское поселение.

## География

### Улицы
| - ул. Артема, - ул. Батурина, - ул. Возрождения, - ул. Гагарина, - ул. Дежнева, | - ул. Кирова, - ул. Л. Толстого, - ул. Лобачевского, - ул. Мусоргского, - ул. Оборонная, | - ул. Перова, - ул. Стаханова, - ул. Строителей, - ул. Шахтёрская, - ул. Шоссейная. |

## История
В 1987 г. указом ПВС РСФСР поселку Шахты 16/17 присвоено наименование Ясногорка.

## Население
| 2002 | 2010 |
| ---- | ---- |
| 854  | ↘669 |